# 武内愛莉
武内 愛莉（たけうち あいり、2004年4月2日 - ）は、日本の女性アイドルで、PiXMiXの元メンバー。神奈川県出身。東宝芸能所属。

## 略歴
2016年にオーディションを経て東宝芸能へ所属し、2017年7月、アイドルグループPiXMiXのメンバーAIRIとしてデビュー。2019年10月にはキングレコードからメジャーデビューも果たしている。2021年4月より芸名を本名に改めた。
特技はデッサン。趣味は乗馬・野球観戦。特にプロ野球では横浜DeNAベイスターズのファンであり、タイラー・オースティンと山崎康晃がお気に入りの選手である。芸能界では菅田愛貴や吉澤悠華、姫野ひなのらと親交がある。また、ネザーランドドワーフの「たると」というオスのウサギを飼っている。
2025年2月24日PiXMiXを卒業した。

## 出演
- PiXMiX（在籍：2017年7月29日 - 2025年2月24日）

### 雑誌
- MARQUEE「AIRIのファッションだいありー」（2020年2月14日 vol.137 - 2021年7月21日 vol.143、星雲社）[5][6]

### CM
- DeNA、Pococha（2023年）[7]

### テレビドラマ
- 結婚予定日（2023年、第3話、MBS他）[8]

### 映画
- 妻の電池切れ （2023年）